# Mitchell Block
Mitchell W. Block (* 1950 oder 1951; † 30. Mai 2024 in Eugene, Vereinigte Staaten) war ein US-amerikanischer Filmproduzent im Bereich Dokumentarfilm.

## Karriere
Mitchell Block machte seinen Master of Fine Arts an der New York University. Blocks Karriere im Filmgeschäft begann als Produzent für den Film Death by Invitation im Jahr 1971. Zwei Jahre später folgte der Kurzfilm …No Lies der auf dem Chicago International Film Festival mit dem Silbernen Hugo ausgezeichnet wurde.
Bei dem Oscarprämierten Film Big Mama wirkte Block als Executive Producer mit. Für seine Beteiligung am Dokumentarkurzfilm Poster Girl erhielt Block eine Nominierung bei der Oscarverleihung 2011 in der Kategorie bester Dokumentar-Kurzfilm. Von der International Documentary Association erhielt er für den Film eine Auszeichnung. Des Weiteren wurde der Kurzfilm für einen News & Documentary Emmy Award nominiert.
Er war der Präsident von Direct Cinema, eine Filmproduktionsgesellschaft für Dokumentarfilme.

## Filmografie (Auswahl)
- 1971: Death by Invitation
- 1973: …No Lies (Kurzfilm)
- 2000: Big Mama (Dokumentarkurzfilm)
- 2004: Alone Across Australia (Dokumentarfilm)
- 2008: Stealing America: Vote by Vote (Dokumentarfilm)
- 2008: Another Day in Paradise (Dokumentarfilm)
- 2008: Carrier (Fernsehdokumentation, zehn Episoden)
- 2010: Poster Girl (Dokumentarkurzfilm)
- 2014: Vessel (Dokumentarfilm)
- 2015: The Testimony (Dokumentarkurzfilm)
- 2017: Face of a Nation: What Happened to the World’s Fair? (Dokumentarfilm)
- 2018: Women of the Gulag (Dokumentarfilm)